# 田島村 (福岡県)
田島村（たしまむら）は、福岡県宗像郡にあった村。現在の宗像市の一部にあたる。

## 地理
釣川の下流域に位置していた。

## 歴史

### 沿革
- 1889年（明治22年）4月1日 - 宗像郡牟田尻村、田島村、多礼村、吉田村が合併して村制施行し、田島村が設立[1][2]。
- 1955年（昭和30年）4月1日 - 宗像郡神湊町、池野村、岬村と合併し玄海町を新設して廃止された[1][2]。

### 地名の由来
入海の干潟を田にしたことによる。

## 産業
養蚕などの農業

## 名所・旧跡
- 宗像大社（辺津宮）[1]